# Nino de Angelo
Nino de Angelo, född 18 december 1963 i Karlsruhe, Baden-Württemberg, är en tysk sångare. År 1989 representerade han dåvarande Västtyskland i Eurovision Song Contest med låten “Flieger”, vilken slutade på 14:e plats (av 22 möjliga). Själva bidraget skapades av Dieter Bohlen (kompositör) och Joachim Horn-Bernges (text), vilka båda även satte ihop Österrikes bidrag samma år.